# Тони Маршалл (поп-певец)
Тони Маршалл (настоящее имя Герберт Антон Хильгер, при рождении Герберт Антон Блот; 3 февраля 1938, Баден-Баден, Республика Баден — 16 февраля 2023, Баден-Баден, Баден-Вюртемберг) — немецкий поп-певец. Почётный гражданин Баден-Бадена (2018).

## Биография
Герберт Антон Блот родился в 1938 году в Баден-Бадене. Перед рождением своего первого ребёнка официально сменил фамилию на девичью фамилию своей матери — Хильгер. В 1965 году окончил Музыкальный университет Карлсруэ по специальности «оперный певец».
В 1971 году стал известен благодаря песне «Schöne Maid» композитора Джека Уайта. Известно, что Тони не хотел петь эту песню и напился кьянти перед записью, надеясь, что продюсер его уволит. Его первый альбом оказался неудачным; нуждаясь в деньгах, певец согласился спеть песню Джека Уайта (английский вариант «Pretty Maid»). В том же году было продано миллион пластинок с записью этой песни. С тех пор Маршалл считается одним из лучших артистов Германии. Гастролировал по всему миру, включая Японию, Африку, Северную Америку.
Тони выиграл отборочный тур в Германии для участия в конкурсе песни «Евровидение» в 1976 году, но вскоре после этого песня была дисквалифицирована, потому что израильская певица Ницца Тоби заранее исполнила её публично, что нарушило правила конкурса.
В 2003 году его именем был назван отель[уточнить] «Tony-Marshall-Weg» в Баден-Бадене.
По случаю его 80-летия в начале 2018 года он стал почётным гражданином Баден-Бадена.
В 2019 году у него случился инсульт и обнаружились почечная недостаточность и диабет.
С песней, исполненной на арабском языке с певицей Дженной Картес, и видео, снятым Эриком Дином Ордесом, он рекламировал египетский кофейный бренд «Mom’s Choco Cafe» в 2020 году.
Умер 16 февраля 2023 года.

## Семья
В 1962 году он женился на своей подруге детства Габи. Он — отец двух сыновей, Марка Маршалла (1963) и Паскаля (1967), и дочери Стеллы (1979). Паскаль и Марк были с ним на сцене с детства и теперь оба успешны в музыкальном бизнесе, Марк также в составе дуэта Marshall & Alexander.
В декабре 1999 года Тони Маршалл основал Фонд Тони Маршалла, который помогает людям с ограниченными возможностями.

## Лучшие хиты

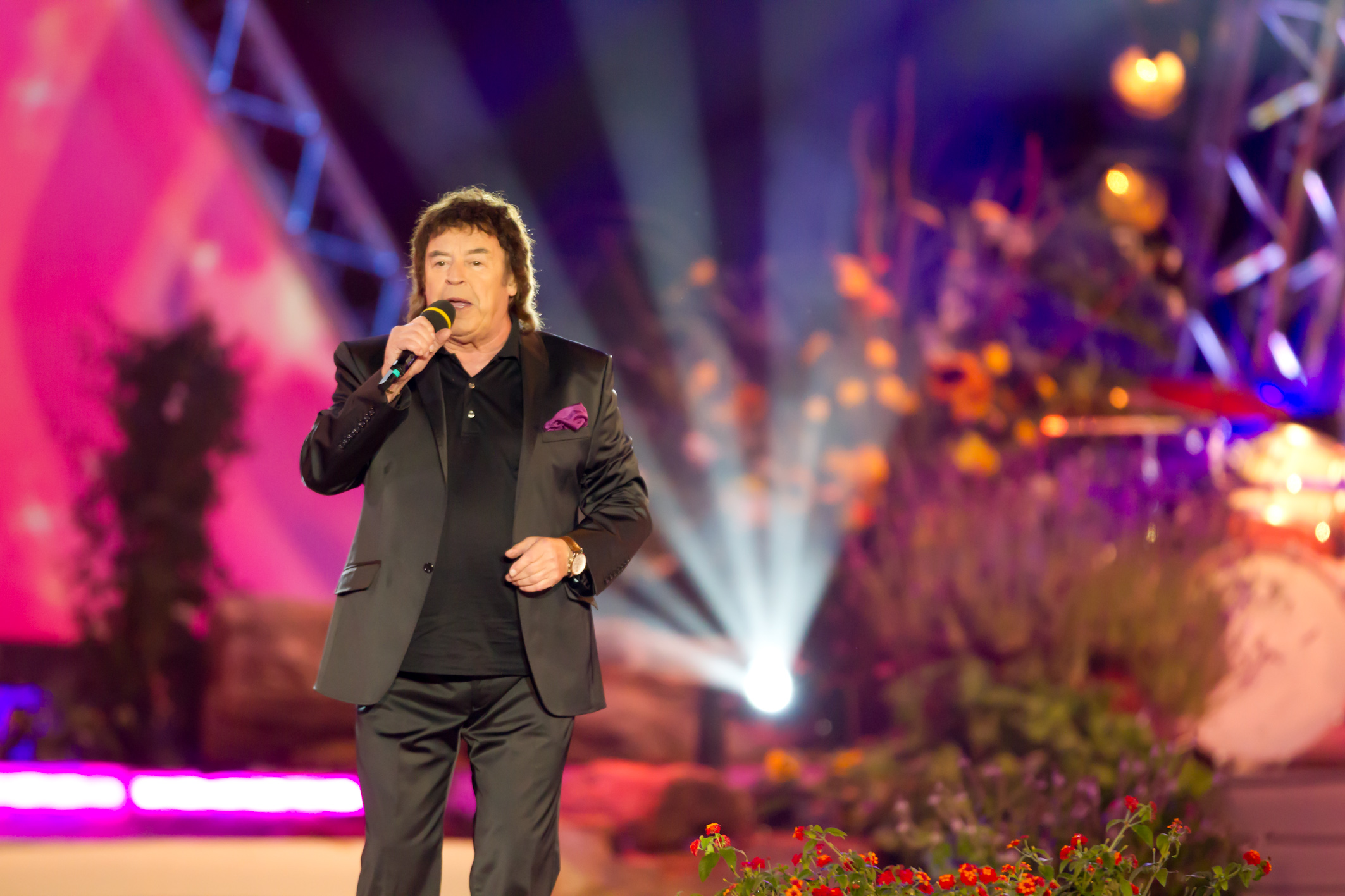
Тони Маршалл на концерте

- 1973: Laß das mal den Tony machen;
- 1978: Bora Bora;
- 1988: Star Festival;
- 2008: Best Of;
- 2011: 50 Jahre Hits;
- 2013: 75 Jahre Tony Marshall — Die größten Hits meines Lebens;
- 2021: Das Beste.

## Фильмография
- 1969: Husch, husch ins Körbchen;
- 1972: Heute hau' n wir auf die Pauke (TV-Film, Regie: Ralf Gregan);
- 1982: Lieder vom Faß — Lieder zum Spaß (TV-Musikfilm);
- 1983: Das kann ja heiter werden (1 Episode);
- 2010: Die Fallers (1 Episode).